# باولادو
باولادو (به ایتالیایی: Bauladu) یک کومونه در ایتالیا است که در استان اریستانو واقع شده‌است.

## خصوصیات
باولادو ۲۴٫۲ کیلومترمربع مساحت و ۷۳۲ نفر جمعیت دارد و ۳۸ متر بالاتر از سطح دریا واقع شده‌است.